# Евстахов, Николай Александрович
Николай Александрович Евстахов (1921—1946) — сержант Советской Армии, участник Великой Отечественной войн, Герой Советского Союза (1945).

## Биография
Николай Евстахов родился 21 мая 1921 года в деревне Красное (ныне — Плавский район Тульской области). Получил неполное среднее образование. В 1937 году окончил курсы механизаторов в Плавске, после чего работал трактористом в машинно-тракторной станции. В 1940 году был призван на службу в Рабоче-крестьянскую Красную Армию. С сентября 1941 года — на фронтах Великой Отечественной войны. Принимал участие в боях на Западном, Брянском, 1-м Украинском и 1-м Белорусском фронтах. К апрелю 1945 года сержант Николай Евстахов командовал орудием 1170-го лёгкого артиллерийского полка 197-й отдельной лёгкой артиллерийской бригады 1-й гвардейской танковой армии 1-го Белорусского фронта. Отличился во время Берлинской операции.
Во время прорыва вражеской обороны и уличных боях в Берлине расчёт Евстахова уничтожил 2 противотанковых орудия, 9 пулемётов, 2 бронетранспортёров, рассеял и частично уничтожил около двух взводов солдат и офицеров.
Указом Президиума Верховного Совета СССР от 31 мая 1945 года за «мужество и героизм, проявленные в Берлинской операции» сержант Николай Евстахов был удостоен высокого звания Героя Советского Союза с вручением ордена Ленина и медали «Золотая Звезда».
После окончания войны Евстахов продолжил службу в Группе советских оккупационных войск в Германии. Трагически погиб при исполнении служебных обязанностей 22 марта 1946 года, похоронен в городе Каменц земли Саксония Германии.
В честь Евстахова назван переулок в Плавске.
Был также награждён орденами Красной Звезды, Славы 3 степени, рядом медалей.